# Fulmar Crags
Fulmar Crags är en kulle i Antarktis. Den ligger i Sydorkneyöarna. Argentina och Storbritannien gör anspråk på området.
Terrängen runt Fulmar Crags är huvudsakligen kuperad, men västerut är den bergig. Havet är nära Fulmar Crags åt nordost.  Trakten är obefolkad. Det finns inga samhällen i närheten. 